# غريت فولز (مونتانا)
غريت فولز، مونتانا هي مدينة في ولاية مونتانا الأمريكية. يجري بالقرب من الولاية نهر رو أحد أصغر الأنهار في العالم.

## التركيبة السكانية
حدّد مكتب تعداد الولايات المتحدة بيانات التركيبة السكانية لغريت فولز في تعداد الولايات المتحدة. في ما يلي، التركيبة السكانية حسب تعدادي 2000 و2010.

### تعداد عام 2000
بلغ عدد سكان غريت فولز 56,690 نسمة بحسب تعداد عام 2000، وبلغ عدد الأسر 23,834 أسرة وعدد العائلات 14,838 عائلة مقيمة في المدينة. في حين سجلت الكثافة السكانية 933.3 نسمة لكل كيلومتر مربع (2,417.2/ميل2). وبلغ عدد الوحدات السكنية 25,250 وحدة بمتوسط كثافة قدره 415.7 لكل كيلومتر مربع (1,076.7/ميل2).
وتوزع التركيب العرقي للمدينة بنسبة 89.96% من البيض و0.95% من الأمريكيين الأفارقة و5.09% من الأمريكيين الأصليين و0.86% من الأمريكيين ذوي الأصول الآسيوية و0.09% من سكان جزر المحيط الهادئ و0.60% من الأعراق الأخرى و2.45% من عرقين مختلطين أو أكثر و2.39% من الهسبانيون أو اللاتينيون من أي عرق.
بلغ عدد الأسر 23,834 أسرة كانت نسبة 32.1% منها لديها أطفال تحت سن الثامنة عشر تعيش معهم، وبلغت نسبة الأزواج القاطنين مع بعضهم البعض 47.4% من أصل المجموع الكلي للأسر، ونسبة 11.1% من الأسر كان لديها معيلات من الإناث دون وجود شريك، بينما كانت نسبة 3.7% من الأسر لديها معيلون من الذكور دون وجود شريكة وكانت نسبة 37.7% من غير العائلات. تألفت نسبة 31.9% من أصل جميع الأسر من عدة أفراد يعيشون في نفس المنزل ونسبة 12.4% كانت تتألف من شخص يعيش بمفرده يبلغ من العمر 65 عاماً أو أكثر. وبلغ متوسط حجم الأسرة المعيشية 2.31، أما متوسط حجم العائلات فبلغ 2.92.
بلغ العمر الوسطي للسكان 37.8 عاماً. وكانت نسبة 24.8% من القاطنين تحت سن الثامنة عشر، وكانت نسبة 8.7% بين الثامنة عشر والرابعة والعشرين عاماً، ونسبة 27.1% كانت واقعةً في الفئة العمرية ما بين الخامسة والعشرين والرابعة والأربعين عاماً، ونسبة 22.3% كانت ما بين الخامسة والأربعين والرابعة والستين، ونسبة 14.4% كانت ضمن فئة الخامسة والستين عاماً فما فوق. يوجد لكل 100 أنثى 93.6 ذكر، ويوجد لكل 100 أنثى في الثامنة عشر من عمرها فما فوق 90.7 ذكر.
بلغ متوسط دخل الأسرة في المدينة 32,436 دولارًا، أما متوسط دخل العائلة فبلغ 40,107 دولارًا. وكان متوسط دخل الذكور 29,353 دولارًا مقابل 20,859 دولارًا للإناث. وسجل دخل الفرد الخاص بالمدينة 18,059 دولارًا. وكانت نسبة 11.1% من العائلات ونسبة 14.5% من السكان تحت خط الفقر، وكان من هؤلاء نسبة 20.9% تحت سن الثامنة عشر ونسبة 9.2% في الخامسة والستين من العمر وما فوق.

### تعداد عام 2010
بلغ عدد سكان غريت فولز 58,505 نسمة بحسب تعداد عام 2010، وبلغ عدد الأسر 25,301 أسرة وعدد العائلات 15,135 عائلة مقيمة في المدينة. في حين سجلت الكثافة السكانية 963.2 نسمة لكل كيلومتر مربع (2,494.7/ميل2). وبلغ عدد الوحدات السكنية 26,854 وحدة بمتوسط كثافة قدره 442.1 لكل كيلومتر مربع (1,145.0/ميل2).
وتوزع التركيب العرقي للمدينة بنسبة 88.48% من البيض و1.05% من الأمريكيين الأفارقة و5.03% من الأمريكيين الأصليين و0.89% من الأمريكيين ذوي الأصول الآسيوية و0.13% من سكان جزر المحيط الهادئ و0.62% من الأعراق الأخرى و3.79% من عرقين مختلطين أو أكثر و3.38% من الهسبانيون أو اللاتينيون من أي عرق.
بلغ عدد الأسر 25,301 أسرة كانت نسبة 28.6% منها لديها أطفال تحت سن الثامنة عشر تعيش معهم، وبلغت نسبة الأزواج القاطنين مع بعضهم البعض 43.6% من أصل المجموع الكلي للأسر، ونسبة 11.5% من الأسر كان لديها معيلات من الإناث دون وجود شريك، بينما كانت نسبة 4.8% من الأسر لديها معيلون من الذكور دون وجود شريكة وكانت نسبة 40.2% من غير العائلات. تألفت نسبة 33.5% من أصل جميع الأسر من عدة أفراد يعيشون في نفس المنزل ونسبة 12.7% كانت تتألف من شخص يعيش بمفرده يبلغ من العمر 65 عاماً أو أكثر. وبلغ متوسط حجم الأسرة المعيشية 2.26، أما متوسط حجم العائلات فبلغ 2.88.
بلغ العمر الوسطي للسكان 39.0 عاماً. وكانت نسبة 22.5% من القاطنين تحت سن الثامنة عشر، وكانت نسبة 9.9% بين الثامنة عشر والرابعة والعشرين عاماً، ونسبة 24.6% كانت واقعةً في الفئة العمرية ما بين الخامسة والعشرين والرابعة والأربعين عاماً، ونسبة 26.5% كانت ما بين الخامسة والأربعين والرابعة والستين، ونسبة 16.6% كانت ضمن فئة الخامسة والستين عاماً فما فوق. وتوزع التركيب الجنسي للسكان بنسبة 48.9% ذكور و51.1% إناث.

## المناخ
يظهر الجدول التالي التغييرات المناخية على مدار السنة لغريت فولز:
| البيانات المناخية لـغريت فولز       | البيانات المناخية لـغريت فولز | البيانات المناخية لـغريت فولز | البيانات المناخية لـغريت فولز | البيانات المناخية لـغريت فولز | البيانات المناخية لـغريت فولز | البيانات المناخية لـغريت فولز | البيانات المناخية لـغريت فولز | البيانات المناخية لـغريت فولز | البيانات المناخية لـغريت فولز | البيانات المناخية لـغريت فولز | البيانات المناخية لـغريت فولز | البيانات المناخية لـغريت فولز | البيانات المناخية لـغريت فولز |
| الشهر                               | يناير                         | فبراير                        | مارس                          | أبريل                         | مايو                          | يونيو                         | يوليو                         | أغسطس                         | سبتمبر                        | أكتوبر                        | نوفمبر                        | ديسمبر                        | المعدل السنوي                 |
| ----------------------------------- | ----------------------------- | ----------------------------- | ----------------------------- | ----------------------------- | ----------------------------- | ----------------------------- | ----------------------------- | ----------------------------- | ----------------------------- | ----------------------------- | ----------------------------- | ----------------------------- | ----------------------------- |
| الدرجة القصوى °ف (°م)               | 67 (19)                       | 70 (21)                       | 78 (26)                       | 89 (32)                       | 100 (38)                      | 102 (39)                      | 107 (42)                      | 106 (41)                      | 98 (37)                       | 91 (33)                       | 76 (24)                       | 69 (21)                       | 107 (42)                      |
| الحد الأقصى المتوسط °ف (°م)         | 57.4 (14.1)                   | 59.1 (15.1)                   | 66.5 (19.2)                   | 76.3 (24.6)                   | 83.6 (28.7)                   | 90.8 (32.7)                   | 97.3 (36.3)                   | 96.5 (35.8)                   | 89.0 (31.7)                   | 79.2 (26.2)                   | 64.9 (18.3)                   | 54.5 (12.5)                   | 98.9 (37.2)                   |
| متوسط درجة الحرارة الكبرى °ف (°م)   | 35.5 (1.9)                    | 38.3 (3.5)                    | 45.9 (7.7)                    | 55.6 (13.1)                   | 64.8 (18.2)                   | 73.3 (22.9)                   | 83.4 (28.6)                   | 82.3 (27.9)                   | 70.3 (21.3)                   | 57.7 (14.3)                   | 43.3 (6.3)                    | 34.6 (1.4)                    | 57.2 (14.0)                   |
| متوسط درجة الحرارة الصغرى °ف (°م)   | 14.9 (−9.5)                   | 16.4 (−8.7)                   | 22.6 (−5.2)                   | 30.5 (−0.8)                   | 38.6 (3.7)                    | 46.1 (7.8)                    | 51.4 (10.8)                   | 50.4 (10.2)                   | 42.0 (5.6)                    | 32.8 (0.4)                    | 23.4 (−4.8)                   | 14.9 (−9.5)                   | 32.1 (0.1)                    |
| الحد الأدنى المتوسط °ف (°م)         | −13.9 (−25.5)                 | −10.8 (−23.8)                 | 0.8 (−17.3)                   | 14.8 (−9.6)                   | 26.6 (−3.0)                   | 36.1 (2.3)                    | 42.6 (5.9)                    | 40.4 (4.7)                    | 29.6 (−1.3)                   | 13.2 (−10.4)                  | −2.4 (−19.1)                  | −13.7 (−25.4)                 | −25.0 (−31.7)                 |
| أدنى درجة حرارة °ف (°م)             | −44 (−42)                     | −49 (−45)                     | −32 (−36)                     | −10 (−23)                     | 12 (−11)                      | 31 (−1)                       | 35 (2)                        | 30 (−1)                       | 10 (−12)                      | −11 (−24)                     | −25 (−32)                     | −43 (−42)                     | −49 (−45)                     |
| الهطول إنش (مم)                     | 0.51 (13)                     | 0.47 (12)                     | 0.91 (23)                     | 1.42 (36)                     | 2.42 (61)                     | 2.53 (64)                     | 1.50 (38)                     | 1.57 (40)                     | 1.42 (36)                     | 0.86 (22)                     | 0.59 (15)                     | 0.55 (14)                     | 14.75 (374)                   |
| متوسط تساقط الثلوج إنش (سم)         | 8.6 (22)                      | 8.2 (21)                      | 11.9 (30)                     | 8.6 (22)                      | 2.7 (6.9)                     | 0.3 (0.76)                    | 0 (0)                         | 0.3 (0.76)                    | 1.2 (3.0)                     | 4.1 (10)                      | 8.1 (21)                      | 9.5 (24)                      | 63.5 (161.42)                 |
| متوسط أيام هطول الأمطار (≥ 0.01 in) | 6.8                           | 7.0                           | 9.3                           | 9.4                           | 11.7                          | 11.7                          | 7.5                           | 7.9                           | 7.8                           | 6.6                           | 6.7                           | 7.5                           | 99.9                          |
| متوسط الأيام المثلجة (≥ 0.1 in)     | 7.2                           | 6.8                           | 7.8                           | 4.5                           | 1.6                           | 0.2                           | 0                             | 0.1                           | 0.8                           | 3.1                           | 5.7                           | 7.5                           | 45.3                          |
| ساعات سطوع الشمس الشهرية            | 125.1                         | 151.7                         | 237.5                         | 245.7                         | 286.6                         | 316.5                         | 377.4                         | 330.8                         | 254.4                         | 200.4                         | 124.8                         | 105.4                         | 2٬756٫3                       |
| المصدر: NOAA (sun 1961–1990)        |                               |                               |                               |                               |                               |                               |                               |                               |                               |                               |                               |                               |                               |

## أعلام
- كوبي كارل
- تشارلز إس. هارتمان
- ماري فيلدز
- تشارلز نيلسون صل
- ادوين إل. نوريس
- تشارلز ماريون راسيل
- يان ماكدونالد
- ويليام روث
- هيو ميتشيل
- بول ج هاتفيلد